# ホルそば

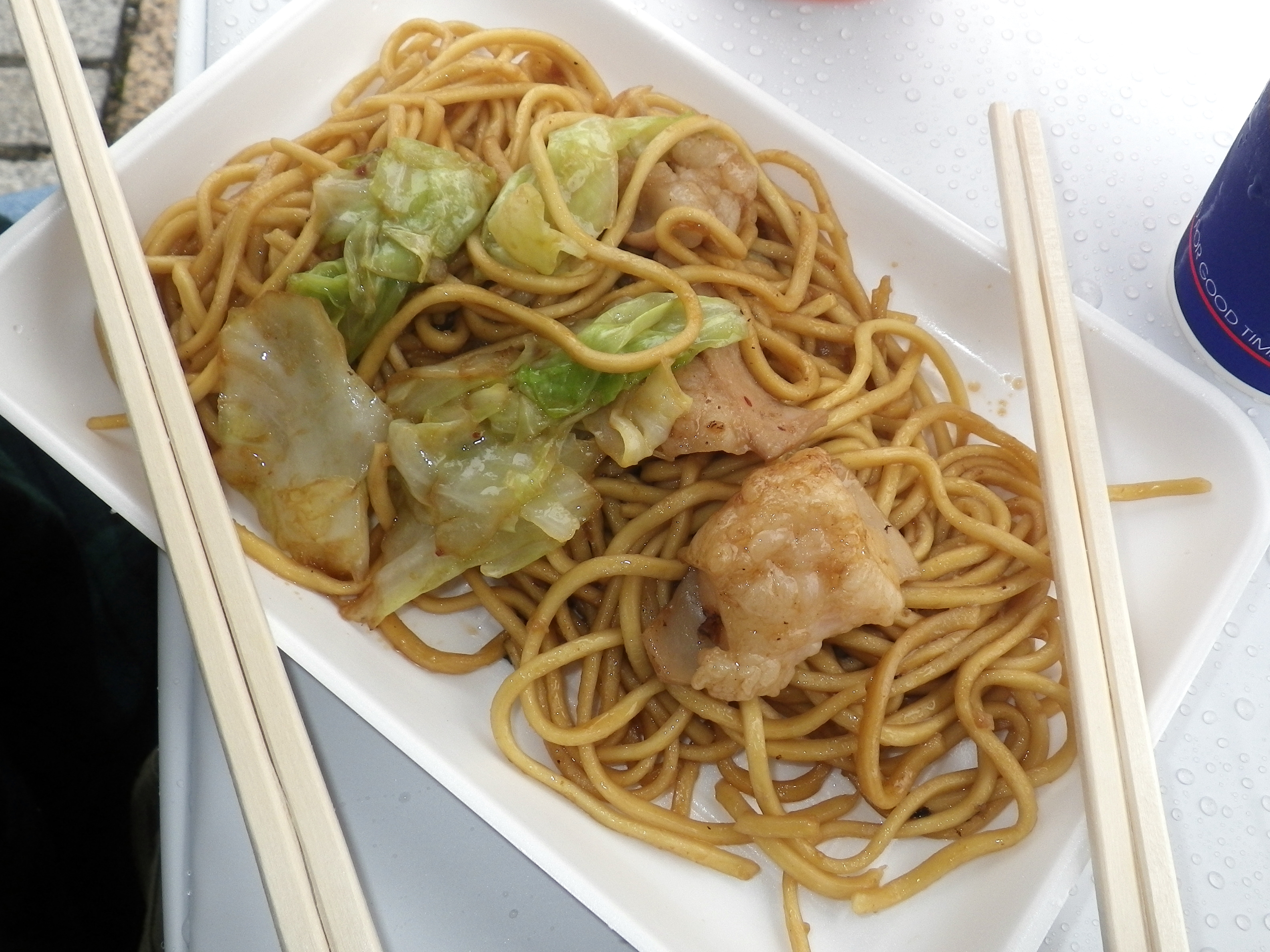
ホルそば

ホルそばは、鳥取県東部のご当地グルメ。牛ホルモン入りの焼きそば。ホルソバと標記する場合もある。

## 特徴
牛のホルモン焼きを具材に加えることは共通だが、使用するホルモンの部位、タレの味付け、麺の種類など、店舗によって個性が豊かである。
ホルモンの部位は、腸系（パイプ、シマ、など）とミックス系（腸系に加えて、ハツ、ミノ、ハチノス、なども入る）とがある。
タレは味噌系が主流ではあるが、鳥取県名産の梨を加えたり、ニンニクを利かせたりと店舗によって異なる。また、付けタレとして客が好みに応じてタレを後から付ける場合と、最初からタレを絡めて焼く「混ぜ系」とがある。
中華麺も、太麺、細麺、モチモチした食感の麺と店舗ごとに異なる。

## 歴史
昭和30年代に、鳥取市内の焼肉屋、ホルモン屋で、牛ホルモンと野菜を味噌ダレで炒め、中華麺を入れてみたところ美味だったのが始まりだと言われる。ただし、2009年時点で鳥取県庁食のみやこ推進室では、ホルそばが名物料理であるとの認識はあるが、鳥取県発祥説については事実関係について把握していないとの回答をしている。
2010年には、市民団体「鳥取ホルソバカスタマーセンター」が立ち上がり、普及活動を行っている。
2012年には、鳥取空港のレストランでもホルそばが提供され始め、おすすめ料理となっている。